# Bateaux à vapeur du bassin du Columbia

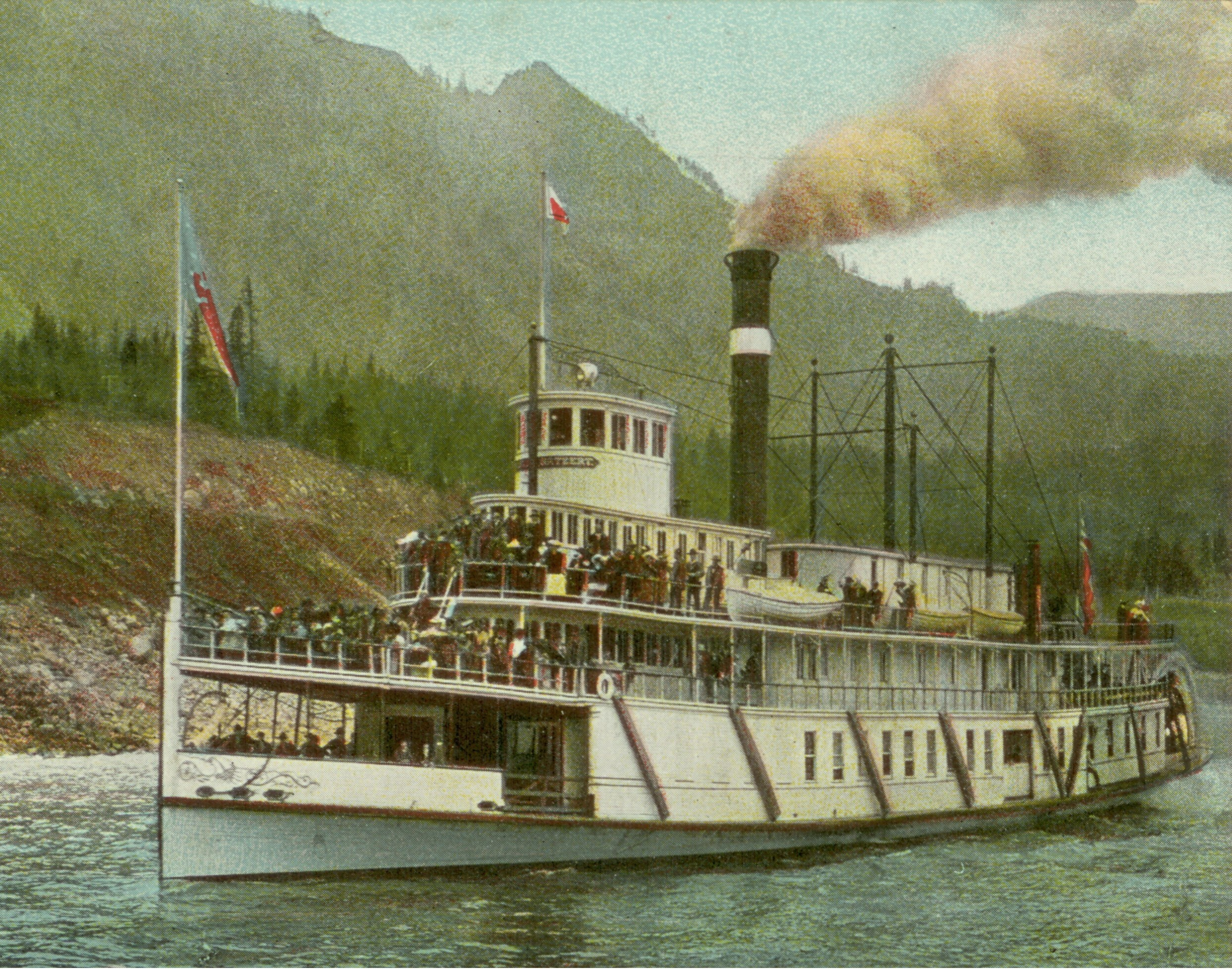
Le Bailey Gatzert près de Cascade Locks, vers 1910.

De nombreux bateaux à vapeur naviguèrent sur le fleuve Columbia et ses affluents dans la région du Nord-Ouest Pacifique de l'Amérique du Nord, de 1850 à 1981.
Les principaux affluents du Columbia qui ont été utilisés comme routes commerciales par ces bateaux à vapeur sont la Willamette et la Snake.
La navigation était impossible entre la Snake et la frontière entre le Canada et les États-Unis, en raison de plusieurs rapides, mais des bateaux à vapeur ont aussi navigué et exploité des lignes le long du cours supérieur du Columbia, autour de la rivière Wenatchee dans le nord de l'État de Washington, et sur les lacs Arrow dans le sud de la province de Colombie-Britannique.

## Type de bateaux
Le bateau à roues à aubes est un bateau à vapeur décrit comme un « engin d'invasion » économique permettant l'exploitation commerciale dans l'Oregon Country. Il existait plus précisément trois types de bateaux à vapeur : à hélices, à roues sur les côtés et à roues arrière. Les bateaux à hélices nécessitaient un plus grand tirant d'eau généralement absent en amont sur les petits cours d'eau de l'intérieur des terres. Les bateaux à roues sur les côtés nécessitaient d'importants quais pour pouvoir s'amarrer. Les bateaux à roues arrière étaient de leur côté bien plus manœuvrables et pouvaient s'amarrer presque partout. C'est pour cette raison que ce type était privilégié aux autres bateaux dans l'intérieur des terres,.

### Économie
Les bateaux rapportaient de l'argent pour le transport de passagers et pour le transport de marchandises. Certains bateaux pouvaient emporter jusqu'à 500 passagers tout en transportant 500 tonnes de marchandises. Les prix varièrent fortement au cours de l'histoire. Au début des années 1850, le prix du bateau Eagle, qui reliait Oregon City à Portland, coûtait 5 dollars par passager ou 15 dollars la tonne de marchandises.
Durant la ruée vers l'or, les passagers devaient payer 23 dollars pour relier Portland à Wallula. Durant les années 1860, il en coûtait 15 dollars la tonne pour relier Portland à The Dalles (195 km) et 90 dollars par tonne entre Portland et Lewiston (805 km). La tonne n'était alors pas une unité de poids mais une unité de volume. Une tonne correspondait à 40 pieds cubes (environ 1,13 m³). Les compagnies pratiquaient différentes combines en vue d'augmenter le prix du transport. Ce tonnage n'a rien à voir avec le tonnage des bateaux qui lui représente bien le poids pouvant être transporté. Par exemple, le bateau Hassalo (construit en 1880) faisait 48 mètres de long, pouvait transporter un poids de 462 tonnes pour un volume de 351 tonnes. Les capitaines de ces navires étaient des gens bien payés pour l'époque. Le capitaine du bateau Colonel Wright, dénommé Leonard Wright, recevait des propriétaires du navire 500 dollars par mois, une somme très importante pour l'époque.

### Combustible et consommation

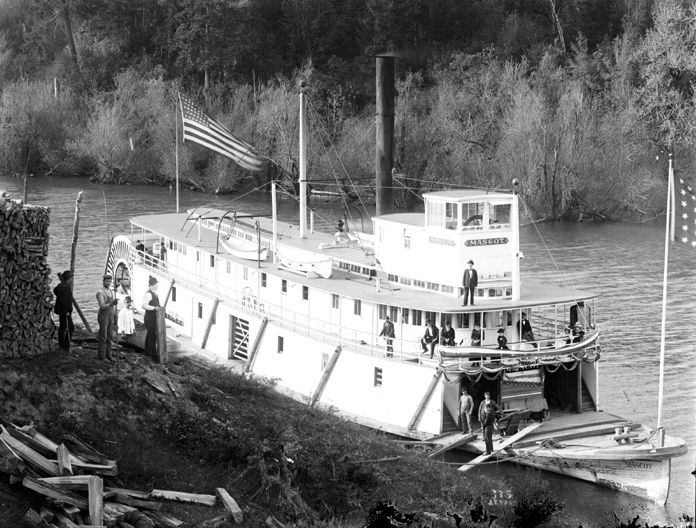
Mascot, un bateau commun sur le fleuve Columbia.

La plupart des bateaux brulaient du bois pour produire la vapeur. Dans les régions où le bois était rare comme le long du fleuve Columbia à  l'est de la localité de Hood River, les bateaux devaient faire un grand stock de bois. De plus, le long du fleuve, des stocks de bois étaient répartis pour approvisionner les navires. Ces stocks représentaient une importante activité économique.

### Marchandises transportées
Parmi les marchandises transportées se trouvaient de l'or provenant des mines de l'Idaho et du Montana. Cet or était envoyé à San Francisco pour y être frappé en monnaie. Parmi les autres marchandises transportées se trouvaient du bois, des produits agricoles, du saumon salé et du bétail. Alors que le transport d'or diminua lors du tarissement des mines, le blé pris une place importante.

## Zones de navigation

### Fleuve Columbia
Au début, le fleuve Columbia n'était pas considéré comme navigable en amont de sa confluence avec la rivière Snake juste au nord du Wallula Gap.
Le Columbia était alors découpé en trois zones navigables. La zone basse (lower river) reliait la ville d'Astoria à l'embouchure de la rivière Willamette. Cette zone faisait également référence à la portion de la rivière Willamette jusque Portland ou Oregon City. Sur le fleuve Columbia, cette zone s'arrêtait au niveau de la gorge du Columbia où il était nécessaire de pratiquer le portage par suite de la présence des rapides des Cascades. La zone moyenne (middle river) englobait la région comprise entre la fin de ces rapides jusque The Dalles où d'autres rapides infranchissables étaient présents (Chutes de Celilo). La zone haute (upper river) reliait Celilo Village à partir du haut des rapides jusqu'au Wallula Gap près de l'embouchure de la rivière Snake. Entre chaque portion, il était nécessaire de transporter les marchandises par voie terrestre (portage).

### Rivière Willamette
La rivière Willamette est un affluent du fleuve. Elle se jette dans le fleuve à environ 162 km de l'embouchure du fleuve dans l'océan Pacifique. Au départ, la ville de Portland était l'endroit le plus en amont où il était possible de naviguer sur la rivière. En effet des rapides rendaient dangereux la navigation plus haut notamment au niveau des chutes Willamette.

### Rivière Snake
La rivière Snake River était navigable entre Wallula jusque Lewiston. Les bateaux sur cette zone se nommaient par exemple Lewiston, Spokane et J.M. Hannaford. Les bateaux Imnaha et Mountain Gem pouvaient eux remonter encore 88 km en amont jusque Eureka Bar, une zone minière.

### Bassin amont
Plus dans les terres, le fleuve était interrompu par de nombreux rapides et cascades ce qui le rendait non navigable. Certains lacs étaient toutefois utilisés par des bateaux à vapeur jusqu'au Canada comme le lac Okanagan, lacs Arrow, lac Kootenay, lac Coeur d'Alene et lac Pend Oreille.

## Aménagements du Columbia
En 1868, le Corps du génie de l'armée des États-Unis opèrent la première modification du Columbia en faisant exploser des rochers obstruent le passage vers la rivière John Day. En 1877, des travaux débutent pour construire des écluses et un canal de contournement au niveau des rapides des Cascades. Les travaux se terminent en 1896. Le canal entre The Dalles et Celilo sera lui achevé en 1915.

## Histoire

### Débuts et âge d'or

#### Bas Columbia

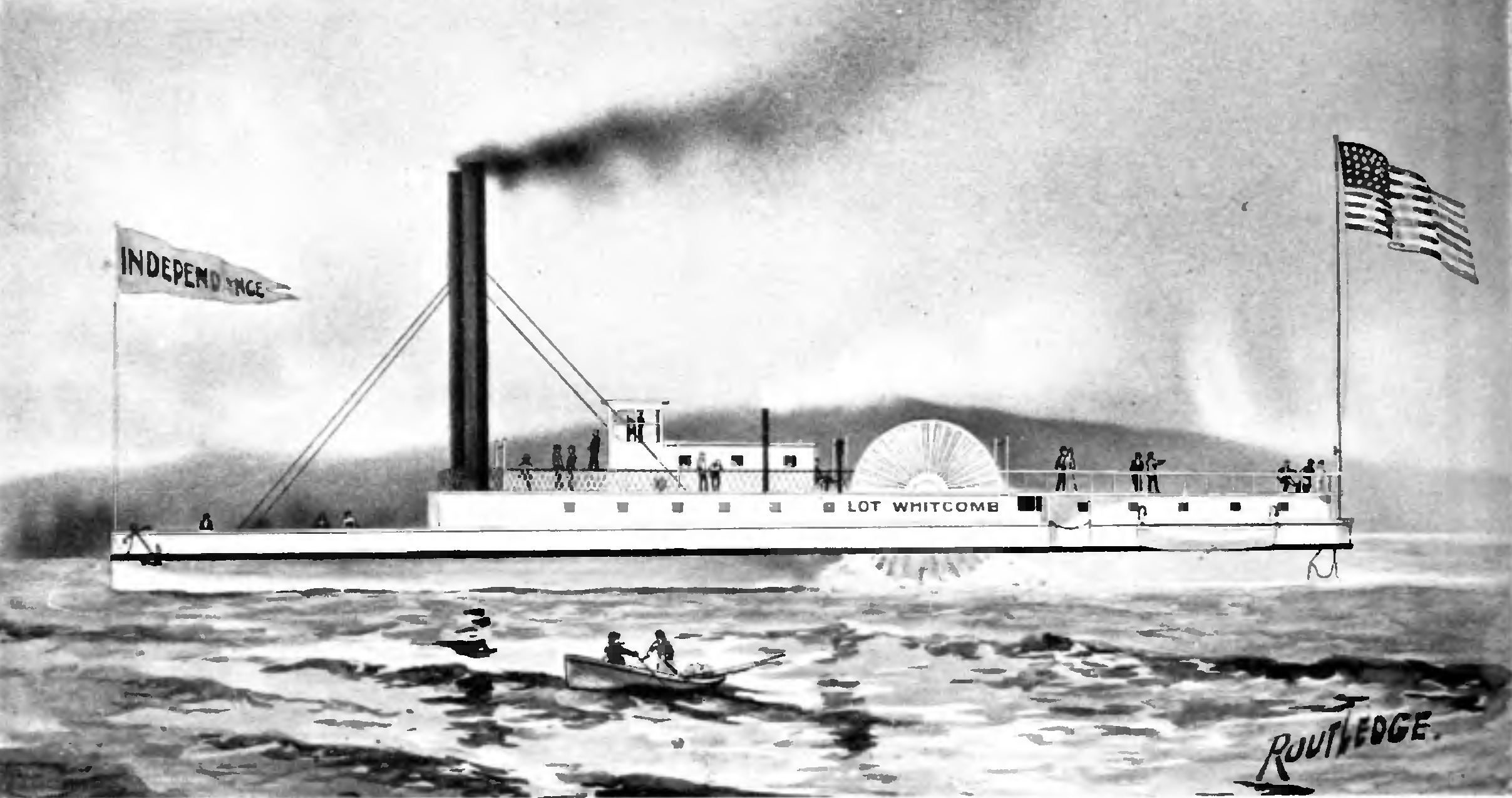
Lot Whitcomb vers 1853.

Les premières opérations de bateaux sur le Columbia sont exclusivement confinées à la zone basse du Columbia. Le premier bateau à vapeur en Oregon est le Beaver. Construit en Angleterre, il arrive à Oregon City le 17 mai 1836.
Durant les années 1840 et 1850, des bateaux conçus pour la navigation sur l'océan sont équipés de moteurs auxiliaires  leur permettant de remonter le bassin du fleuve jusque Portland, Oregon City et Fort Vancouver. Néanmoins, aucun autre bateau à vapeur n'est utilisé dans la région jusqu'au moment où le bateau à vapeur à roues latérales baptisé Columbia est lancé en juin 1850 à Astoria. Il s'agissait d'un bateau simple sans fioriture. Long d'environ 30 mètres, d'un tirant de plus ou moins 5 mètres et d'un tonnage de 75 tonnes.
Le 3 juillet 1850, le navire débute sa première liaison entre Astoria et Oregon City en passant par Portland. Le premier capitaine du navire se nomme Jim Frost, un ancien capitaine ayant travaillé sur le fleuve Mississippi. Le voyage prend alors deux jours à cause de la méconnaissance du fleuve par le capitaine. Par la suite, le navire réalise le trajet deux fois par mois à une vitesse de 6 à 7 km/h. Les prix par passager ou pour une tonne de marchandises s'élèvent à 25 dollars,.
Ce Mills, Randall V., Sternwheelers up Columbia, navire reste sans concurrence sur le fleuve jusqu'au 25 décembre 1850 lorsque le Lot Whitcomb est lancé à Milwaukie. Lot Whitcomb est plus grand avec un peu moins de 50 mètres de long, un tirant de 7 mètres et un tonnage de 600 tonnes. Il est de plus bien plus confortable pour les passagers. Les moteurs sont conçus par Jacob Kamm, construits à l'est des États-Unis avant d'être envoyés en pièces détachées jusqu'en Oregon. Son premier capitaine se nomme John C. Ainsworth et sa vitesse maximale atteint 19 km/h. Demandant le même tarif que le Columbia en offrant plus de confort et de rapidité, il prendra une grande partie des affaires de son concurrent Columbia. Il pouvait relier Atoria Oregon City en 10 heures ce qui est bien mieux que les deux jours de son seul concurrent. Il travaillera dans cette région jusque 1854 avant d'être transféré sur le fleuve Sacramento en Californie où il sera rebaptisé en Annie Abernathy,.

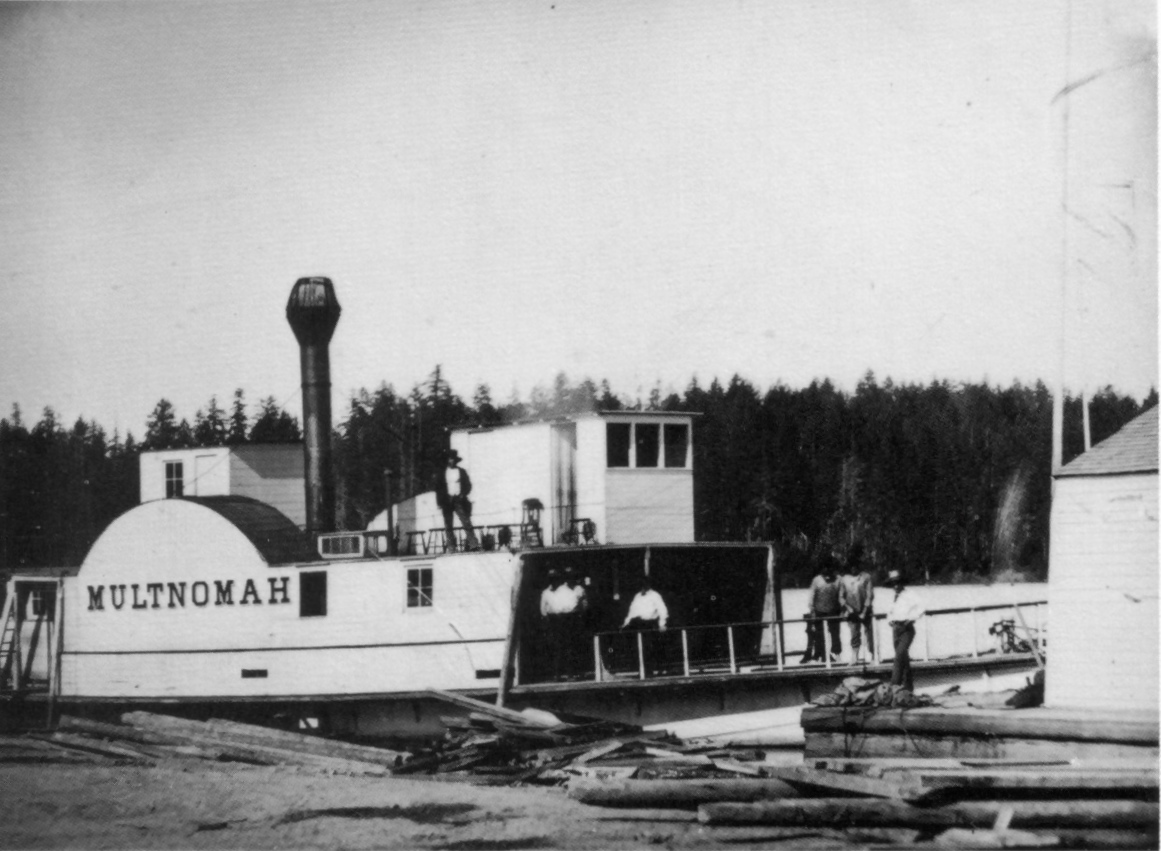
Multnomah

Le Multnomah débute en août 1851 au-dessus des chutes de la Willamette. Construit au New Jersey, il sera envoyé en Oregon en pièces détachées afin d'y être réassemblé à Canemah. Il y restera un peu moins d'un an mais comme le haut de la rivière lui été interdit à cause de la faible profondeur, on le transférera en mai 1852 dans la zone basse du Columbia. Là, il sera considéré comme un bateau très rapide grâce à sa vitesse de 29 km/h.
Aussi sur la Willamette apparait le Wallamet, un bateau à vapeur à roues latérales. Non rentable, il sera revendu pour être employé en Californie. En 1853, le Belle of Oregon City (roues latérales) est lances à Oregon City. Connu sous le surnom de Belle, il est remarquable car il est entièrement constitué d'acier, même sa machinerie, d'acier provenant d'une fonderie de l'Oregon détenue par Thomas V. Smith. Ce bateau restera actif jusque 1869. Bon navire, il ne parviendra pas à faire de l'ombre au confortable Lot Whitcomb. Les autres navires de l'époque se nomment James P. Flint, Allen, Washington, Eagle, Black Hawk et Hoosier,.

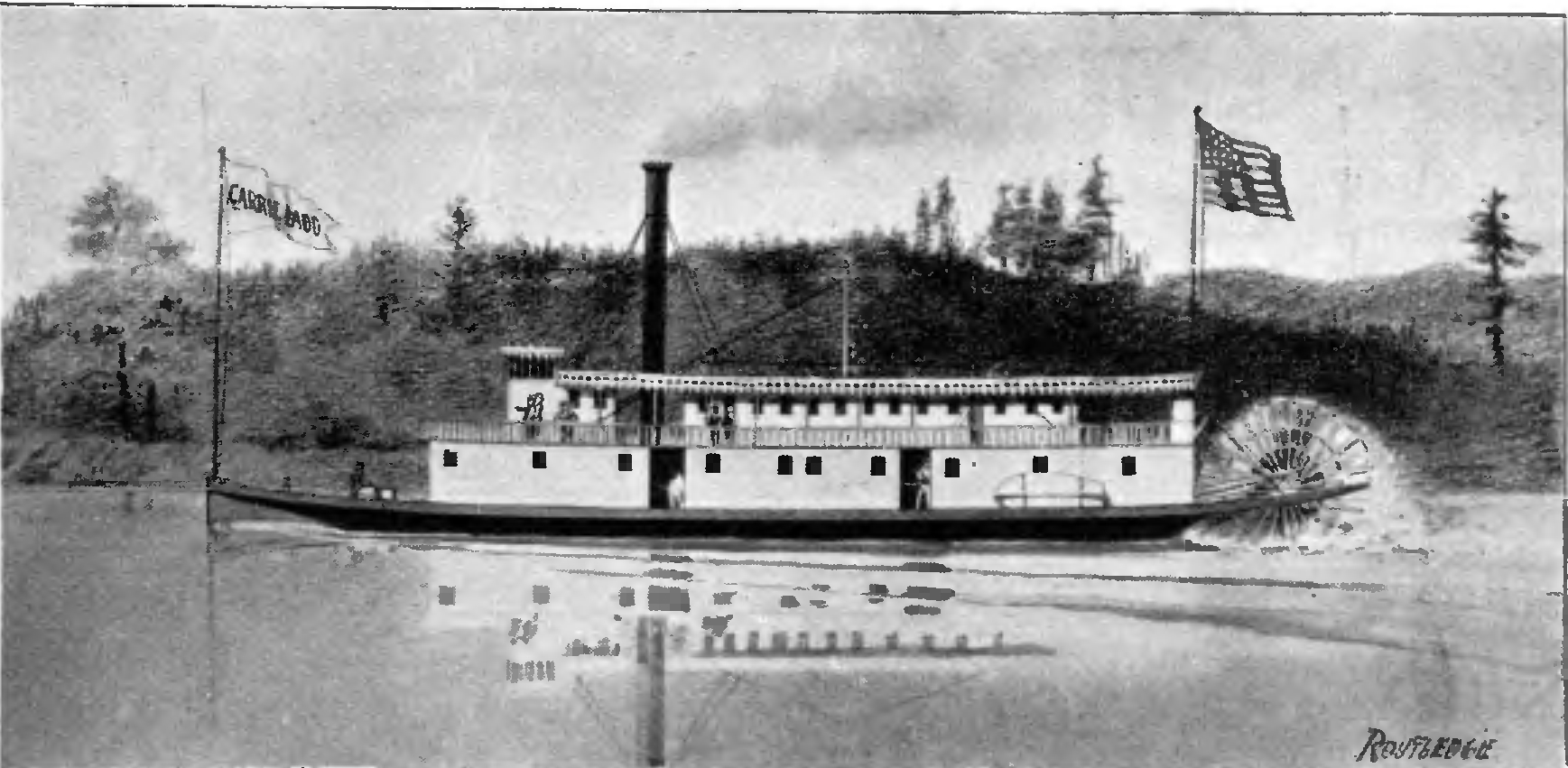
Carrie Ladd, un exemple des premiers bateaux à roue arrière présent sur le fleuve Columbia.

Le Jennie Clark, construit par Jacob Kamm et piloté par le capitaine John C. Ainsworth, est mis en service en février 1855. Il devient le premier bateau à hélices arrière sur le Columbia. Une partie des pièces du bateau provient de Milwaukie tandis que les moteurs sont originaires de Baltimore. Les moteurs coûtent 1 663,16 dollars et le transport 1 030,02. Kamm et Ainsworth le dissent supérieur aux autres types de bateaux. Les bateaux à hélices s'abimaient facilement sur le fond des rivières ce qui était coûteux en réparation et les bateaux à roues latérales nécessitaient des quais importants pour s'amarrer.

#### Moyen Columbia
La navigation sur le moyen Columbia sera longtemps freinée par la présence des rapides des Cascades, une véritable barrière naturelle longtemps impossible à franchir. Le premier bateau à naviguer sur le Moyen Columbia, au-dessus des Cascade sera le James P. Flint (1851). Les affaires n'étaient pas trop bonnes dans cette zone car les colons désireux d'arriver dans l'ouest du continent ne venaient plus de l'intérieur des terres mais par la mer. En 1852, le bateau sera replacé dans le bas Columbia. En septembre de cette même année, le bateau coule. Il sera remis à flot et équipé des moteurs du Columbia. Le navire sera alors renommé  Fashion. Le second navire dans le moyen Columbia (1853) sera le bateau à hélice Allan qui provenait de Bas Columbia. En 1854, les affaires augmentent et le Mary est également placé dans la zone,. Pour passer du moyen au bas Columbia, il fallait transporter les marchandises par voie terrestre grâce à des portages constitués par exemple de rails.

#### Haut Columbia

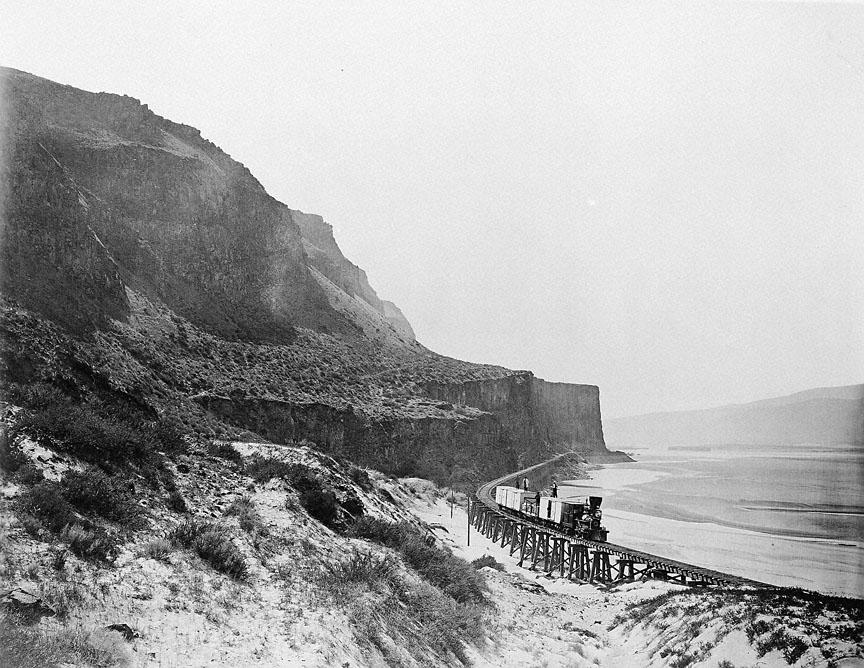
Le portage par rail en 1867 reliant The Dalles à Celilo.

Le premier bateau à vapeur à avoir été conçu dans le but de parcourir le Haut Columbia se nomme Venture. Construit près des rapides des Cascades, il était prévu de le tracter jusque Celilo en franchissant les cascades empêchant le passage. Cela n'arriva jamais car durant sa traction, un accident fera qu'il tombera des Cascades et se brisera en percutant un rocher. Le Colonel Wright, lancé le 24 octobre 1858 à l'embouchure de la rivière Deschutes, devient le premier bateau à naviguer dans la zone. En 1860, les propriétaires du navire construisent le Tenino vu les bons résultats financiers.

#### Rivière Snake
La rivière Snake était utile pour le transport de céréales provenant des régions agricoles de l'est. Les agriculteurs souhaitaient disposer d'un moyen de transport peu coûteux. Le problème était le nombre très important de rapides sur le cours de la rivière pour permettre une rentabilité des opérations de navigation. Le gouvernement fut mis sous pression pour résoudre ce problème et en 1867, le Corps des Ingénieures de l'Armée réalisent des travaux d'aménagement du cours d'eau en vue d'améliorer sa navigabilité. Durant plusieurs années ensuite, de nombreuses portions de la rivière furent ainsi améliorées par le financement du gouvernement.